# Bremach T-REX
En décembre 2007, le constructeur italien Bremach présente son nouveau véhicule tout-terrain à quatre roues motrices permanentes : le T-REX au cours du Motorshow de Bologne. Le modèle définitif sera commercialisé en milieu d'année 2008.
Le Bremach T-REX 4x4 est destiné à une utilisation civile avec ses très nombreuses versions et configurations mais aussi comme camion militaire par la Polizia et les Carabiniers italiens, l'armée et la police de Russie et d'Arabie Saoudite.

## Bremach T-REX concept
Le Bremach T-REX n'est pas un véhicule utilitaire 4x4 comme les autres. On le comprend immédiatement en le regardant avec sa structure space-frame visible. 
Il a été imaginé par le designer Français Steeve Bernaud.
C'est le premier et le seul camion à avoir sa structure visible. La carrosserie n'a aucune fonction structurelle, elle ne sert qu'à l'esthétique de l'ensemble. À l’intérieur, le constructeur italien s'est inspiré des avions de chasse, en créant un vrai “cockpit”. Le tableau de bord est réalisé en acier inoxydable sur lequel sont appliqués les commandes et cadrans. L’ergonomie et la visibilité ont été particulièrement étudiées et soignées pour arriver à avoir des commandes intuitives.
La caractéristique principale du véhicule est la position du pont avant très avancée afin de réduire au strict minimum le porte à faux avant et ainsi augmenter l'angle d'attaque. Deux points très importants quand il s'agit de véhicules tous terrains destinés à une utilisation extrême.
La structure du T-REX est novatrice à plus d'un titre. Elle est constituée d'un tube étudié en 3D, pour obtenir une rigidité et une solidité jamais atteintes auparavant. Cette étude réalisée par le bureau d'études BREMACH, est dérivée des études menées en Italie dans l'aérospatial et utilisée pour les hélicoptères et les avions militaires. Beaucoup plus résistante que n'importe quel profilé, la structure modulaire du T-REX est réalisée à partir d'un tube de 100 mm de diamètre.
Une structure traditionnelle récente très bien étudiée est capable de résister à 2 G. Certains parties extrêmement sollicitées peuvent parfois atteindre 3 G. La cabine BREMACH a été conçue pour résister à plus de 5 G. On n'a pas que l'impression d'avoir le camion le plus robuste jamais construit, en montant à son bord, on en est immédiatement convaincu.

## Caractéristiques techniques

### Motorisation
La première génération Bremach T-REX 4x4 était équipée, selon la version, de moteurs IVECO F1A ou F1C Common rail de 2,3 et 3,0 litres de cylindrée. Ils sont pourvus de préchauffage et d'un réchauffeur de gazole sur le filtre pour les démarrages hivernaux.
Depuis la mise en vigueur de la norme Euro 5, seul le moteur FPT Iveco F1C équipe toutes les versions du véhicule, 3,0 litres et 176 Ch.

### Capacités hors route
- Angle dorsal : 135°
- Pente maximale : 45° (100 %)
- Angle d’attaque avant : 48°
- Angle de fuite arrière : 44°
- Garde au sol : 280 / 295 mm
- Passage à gué : 800 mm
- Passage à gué avec préparation : 900 mm.

### Divers
- Prises de force : il est possible de monter différentes prises de force en fonction du travail requis, puissance maximum de 55 kW : sur la boîte de vitesse, le réducteur, la tête de vilebrequin ou à la sortie arrière du véhicule.
- Réservoir de carburant : entièrement en acier inoxydable, capacité de 70 litres (140 l en option), 90 litres pour la version double cabine.
- Réducteur : conçu et construit par BREMACH, il permet d’augmenter le couple des roues pour une efficacité maximale. Deux rapports 1:1 et 1:3. Il intègre un différentiel central avec blocage depuis la cabine, pour une parfaite adhérence en toutes circonstances.
- Différentiel : type autobloquant (TORSEN), permet de ne pas perdre la motricité lorsqu’une roue patine.
- Freins : unités Brembo avec conception générale BREMACH avec doubles circuits indépendants, quatre freins à disques ventilés à l’avant, ABS et capteurs de décélération.
- Essieux : rigides avec suspensions à ressorts, amortisseurs télescopiques à double effet garantissant une stabilité maximale dans les situations extrêmes. Conçus et fabriqués par BREMACH.
- Boîte de vitesses : mécanique ZF à 6 rapport avec overdrive ou automatique ALLISON.

## Bremach T-Rex militaire
Le premier prototype du T-REX a été présenté en 2007. À l'origine, il a été conçu pour une utilisation civile, mais ce véhicule polyvalent a rapidement été adapté pour répondre aux besoins militaires. Il est proposé aussi bien aux opérateurs civils que militaires. Il est en service dans les armées italiennes, saoudiennes et russes et peut-être dans d'autres armées.
Plusieurs versions du T-REX sont disponibles, différentes longueurs d'empattement, hauteur, type de cabine, type de carrosserie et capacité de charge utile qui peut varier de 1 100 kg à 3 425 kg selon les versions. Le poids brut du véhicule varie de 3 500 kg à 6 000 kg.
La cabine de base à 2 portes peut accueillir le conducteur et un passager, elle est dotée d'une protection intégrée contre le retournement. Le T-REX peut également être équipé d'une cabine double à 4 portes. Ce véhicule a une capacité de transport de 2 à 15 hommes de troupe assis, selon la version. Le véhicule peut être équipé d'un kit de blindage supplémentaire.
Diverses variantes de carrosserie sont disponibles, de service général, plate-forme de troupes et de fret, fourgon de commandement, ambulance, abri de communication, atelier mobile avec grue, camion-citerne à carburant et à eau, etc...
La version militaire est propulsée par un moteur diesel IVECO F1C turbocompressé de 3 litres, développant 168 ch DIN, couplé à une transmission automatique à 5 rapports. Une boîte de vitesses manuelle à 6 rapport est disponible en option. Le T-REX est doté d'une transmission intégrale permanente. Le véhicule a une grande mobilité à travers le pays. Il est livré avec un système de gonflage central des pneumatiques. Des pneus avec inserts run-flat sont disponibles et un treuil de récupération sont proposés en option.
Le Bremach T-Rex connait plusieurs variantes :
- Bremach Peacemeaker - véhicule destiné aux forces spéciales avec un toit ouvert. Il est aérotransportable par un hélicoptère CH-47 Chinook ou un Sikorsky CH-53E Super Stallion ou par avion.

- STI Steyr Light Tactical Vehicle Heavy Duty, ou LTV HD - version autrichienne rebadgée du Bremach T-REX.

- Véhicule d'opération spéciale - Krauss-Maffei Wegmann. Il s'agit d'un véhicule des forces spéciales à toit ouvert, basé sur le châssis Bremach T-REX. Il a été développé conjointement par Bremach et Krauss-Maffei Wegmann.

## Versions étrangères
- Versions américaines : essence, diesel, hybride et électrique :

Depuis 2010, la filiale Bremach Motors USA se distingue en combinant le T-REX importé d'Italie avec une multitude de moteurs différents. Elle propose le T-REX avec plusieurs moteurs essence de forte cylindrée, des moteurs diesel produits aux États-Unis ainsi qu'une version hybride et, depuis 2011, une version électrique. Ce dernier a fait sensation aux États-Unis.
- Version russe : diesel pour militaires et civils

Le Bremach T-REX est un véhicule très polyvalent mais depuis 2009, il est assemblé sous licence en Russie par UAZ pour les militaires et la police sous la référence UAZ T-REX.
- Version pays arabes : diesel militaire

Le Bremach T-REX est commercialisé par la société autrichienne STI-Steyr dans les pays de la péninsule arabique. C'est une version baptisée STI-Steyr LTV-HD (Light Tactical Vehicle - Heavy Duty). Le complément "HD" permet de différencier le modèle Bremach du modèle IVECO Daily 4x4 commercialisé également par STI-Steyr sous le nom STI LTV.

## Les différentes versions tout terrain
- Ambulance
- Équipement incendie - pompiers
- Equipement frigorifique fixe ou sur plateforme élévatrice pour aéroports
- Camping car
- Véhicule d'expédition
- Atelier de campagne
- Dépanneuse
- Chasse-neige
- Benne basculante trilatérale
- Citerne
- Benne ordures ménagères
- Grue
- Plateforme élévatrice - porte nacelle
- Plateau
- Equipements de chantier : forages, sondages, etc.

## Utilisation
On trouve le T-REX en grand nombre en Italie et aux Etats-Unis chez les pompiers et les entreprises devant intervenir sur ces terrains très accidentés. En Italie, la Protection Civile comme les gardes forestiers en sont équipés.
Une version spécifique répondant à un cahier des charges particulier a été livrée à la Polizia et aux Carabiniers.

## Véhicule dérivé
Lors de l'exposition MSPO 2014 qui s'est tenue à Kielce en Pologne, la société allemande Krauss-Maffei Wegmann a présenté un nouveau véhicule de patrouille, le SOV (Special Operation Vehicle) construit sur la base du Bremach T-REX.
Le SOV est un véhicule tout-terrain modulaire à traction intégrale avec un toit ouvert pour les forces spéciales. Lors de sa conception, KMW a utilisé le châssis du T-REX de la société italienne Bremach. Initialement, le SOV a été développé sur commande des forces spéciales allemandes. Le véhicule doit être suffisamment compact pour pouvoir être installé dans l'hélicoptère CH-47 Chinook. Les principaux tests du Bremach-KMW SOV ont été réalisés en 2008/2009 et ont duré 11 mois dans différentes conditions. Au cours de ces essais, le SOV a parcouru 10.000 kilomètres et franchi des gués de 0,9 mètre. Le SOV est équipé d'un moteur diesel IVECO F1C de 3,0 litres développant 170 chevaux DIN. L'autonomie du véhicule est de 900 kilomètres. Il peut être équipé d'une mitrailleuse principale de 12,7 mm, d'un lance-grenades de 40 mm, de deux mitrailleuses supplémentaires de 5,56 ou 7,62 mm et d'un lance-grenades Wegmann de 76 ou 40 millimètres. De plus, le SOV est équipé d'un blindage et d'une protection du plancher contre les mines.

## Véhicules similaires
- IVECO Daily Turbo 4x4